# Come Dance with Me!
Come Dance with Me! är ett musikalbum av Frank Sinatra, lanserat 1959 på skivbolaget Capitol Records. Det spelades in i december 1958 i Capitol Studios i Los Angeles. Albumet tilldelades tre Grammys: årets album , årets bästa manliga sångare, och årets bästa musikarrangemang. Musiken arrangerades av Billy May. Det var ett av få Sinatra-album på Capitol Records där musiken inte arrangerats av Nelson Riddle. Skivan blev en stor framgång för Sinatra och låg kvar på amerikanska albumlistan i 140 veckor.

## Låtlista
(upphovsman inom parentes)
1. "Come Dance with Me" (Sammy Cahn, Jimmy Van Heusen) – 2:31
2. "Something's Gotta Give" (Johnny Mercer) – 2:38
3. "Just in Time" (Jule Styne, Betty Comden, Adolph Green) – 2:24
4. "Dancing in the Dark" (Arthur Schwartz, Howard Dietz) – 2:26
5. "Too Close for Comfort" (Jerry Bock, Larry Holofcener, George Weiss) – 2:34
6. "I Could Have Danced All Night" (Alan Jay Lerner, Frederick Loewe) – 2:40
7. "Saturday Night (Is the Loneliest Night of the Week)" (Cahn, Styne) – 1:54
8. "Day In, Day Out" (Rube Bloom, Mercer) – 3:25
9. "Cheek to Cheek" (Irving Berlin) – 3:06
10. "Baubles, Bangles & Beads" (Robert Wright, George Forrest) – 2:46
11. "The Song Is You" (Jerome Kern, Oscar Hammerstein II) – 2:43
12. "The Last Dance" (Cahn, Van Heusen) – 2:11

## Listplaceringar
- Billboard 200, USA: #2[1]
- UK Albums Chart, Storbritannien: #2[2]